# 河村泰男
河村泰男（かわむら　やすお、1908年5月7日 - 1997年10月13日）は日本のスピードスケート選手。滋賀県生まれ。

## 人物
1908年(明治41年）5月7日滋賀県大津市生まれ。1911年(明治44年）春、一家で朝鮮半島へ渡り、次いで満州へ移住。成人して冬季はスピードスケート、夏季は自転車競技、陸上競技に専念する。
1931年(昭和6年）、日本スピードスケート最初の海外遠征として欧州選手権(ストックホルム)、世界選手権（ヘルシンキ）等に参加。
1932年(昭和7年）のレークプラシッドオリンピック、1936年(昭和11年）のガルミッシュパルテンキルヒェンオリンピックに参加。
1946年（昭和21年）夏、一家で旧満州から引き揚げ後大阪市、1947年（昭和22年）12月～石川県金沢市(体育協会)、1951年（昭和26年）夏～函館市（函館新聞・市役所・教育委員会）、1970年(昭和45年）札幌市(札幌オリンピック組織委員会)と移住。
1954年(昭和29年）世界スピードスケート選手権札幌大会に関わり、翌1955年2月モスクワ大会へ選手団コーチとして参加。終了後単身で欧州、北欧の競技施設視察。
函館時代、冬季のグランドに散水するスケート場造りに関わっていたところ、妻貞子発案によるビニールシートを布設して効率的に製氷する方法(函館方式)を取り入れた。1950年（昭和25年）頃から永年にわたり、国体ほか全国各地のスケート競技大会に関わる。
1963年～1964年 (昭和38年～39年）カーリングのストーンを鋳物で試作し、大沼公園でテストを実施してカーリングの日本での普及を試みた。
1971年（昭和46年）　札幌オリンピックスケート競技役員委嘱。
1985年（昭和60年）　第1回冬季アジア競技大会スケート競技委員委嘱。
札幌オリンピック後から市民ランナーとして少なくとも1987年(昭和62年）まで各地の市民マラソン大会に出場する。
1997年（平成9年）10月13日札幌市で死去。

## 訳書
- 1957年　M.P.ソコロフ著「アイススケート　ソヴィエトの技術と練習法」